# Adjaha
Adjaha är en ort i Benin. Den ligger i den södra delen av landet, 90 kilometer väster om huvudstaden Porto-Novo. Adjaha ligger 4 meter över havet och antalet invånare är 5 787.
Terrängen runt Adjaha är mycket platt. Havet är nära Adjaha söderut. Närmaste större samhälle är Comé, 10,4 kilometer nordost om Adjaha.